# Alsasua
Alsasua település Spanyolországban, Navarra autonóm közösségben. Alsasua Olazti/Olazagutía, Urdiain és Ataun községekkel határos. Lakosainak száma 7710 fő (2024).

## Népesség
A település népessége az elmúlt években az alábbi módon változott:
| Lakosok száma | 7201 | 7377 | 7527 | 7623 | 7691 | 7612 | 7419 | 7443 | 7504 | 7710 |
|               | 2001 | 2004 | 2007 | 2009 | 2012 | 2014 | 2017 | 2019 | 2022 | 2024 |